# Halichoeres garnoti

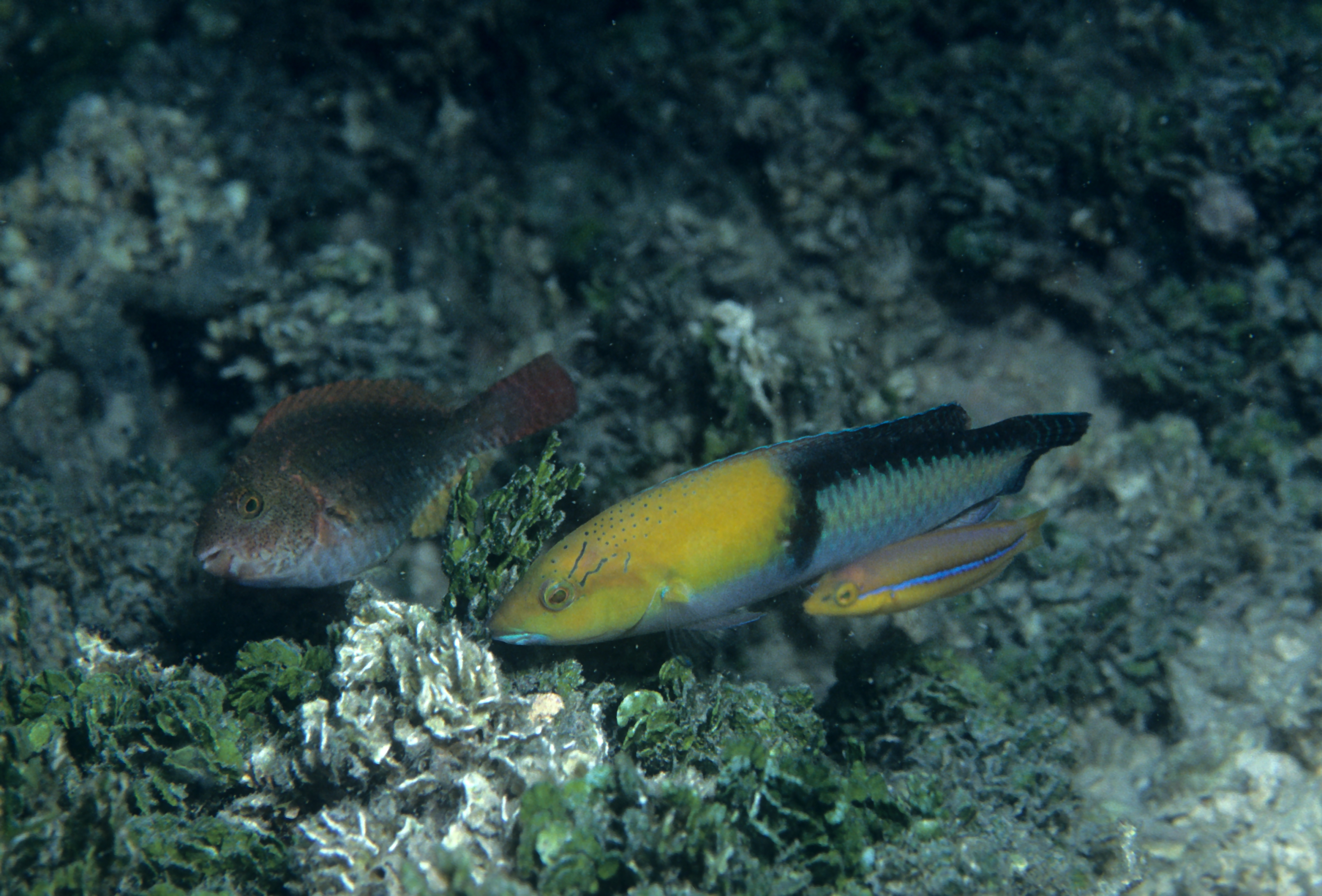
Halichoeres garnoti

Halichoeres garnoti (Valenciennes, 1839) è un pesce di acqua salata appartenente alla famiglia Labridae.

## Habitat e Distribuzione
Proviene dalle barriere coralline dell'oceano Atlantico occidentale; le località dove è stato trovato sono: Golfo del Messico, coste della Florida, del Brasile e Isole Bermuda. Vive in zone con substrato roccioso, di solito a profondità tra i 2 e gli 80 m.

## Descrizione
Presenta un corpo allungato, abbastanza compresso lateralmente; la testa ha una forma appuntita, gli occhi sono grandi. La pinna caudale ha il margine arrotondato, la pinna dorsale e quella anale sono basse e lunghe. I maschi adulti non superano i 20 cm.
La livrea varia durante la vita del pesce: gli esemplari giovani presentano una colorazione quasi totalmente gialla eccetto una linea orizzontale azzurra che attraversa tutto il corpo partendo dall'occhio e terminando sul peduncolo caudale. Le pinne sono dello stesso colore del corpo mentre attorno all'occhio sono presenti delle piccole macchie scure.
I maschi adulti, invece, hanno la testa e tutta la prima metà del corpo di un colore giallastro, anche se attorno agli occhi continuano ad esserci delle macchie scure. Anche le pinne sono scure, ma presentano sfumature rossastre.
Circa a metà del corpo è presente una fascia nera verticale, che si unisce alla base della pinna dorsale con un'altra linea nera orizzontale che copre tutta la metà posteriore del corpo. Quest'ultima è di colore azzurro.

## Biologia

### Alimentazione
Ha una dieta varia, prevalentemente carnivora, che comprende sia raramente pesci più piccoli sia invertebrati marini come crostacei, soprattutto granchi, gamberi e paguri, molluschi bivalvi, chitoni e gasteropodi in particolare dei generi Epitonium e Rissoina, echinodermi come ricci di mare, stelle marine ed ofiure.

### Riproduzione
È oviparo e la fecondazione è esterna. Si tratta di un pesce ermafrodita, che cambia sesso ad una lunghezza intorno ai 7 cm. Gli esemplari più grossi sono maschi. Questi ultimi nel periodo riproduttivo diventano territoriali, e i loro territori vengono denominati "lek".

## Conservazione
Questa specie viene classificata come "a rischio minimo" dalla lista rossa IUCN perché non è minacciata da particolari pericoli; infatti non è particolarmente di interesse per l'acquariofilia e neanche come alimento a causa delle piccole dimensioni.